# Artbook
Un artbook, mot composé de l'anglais art et book (« livre »), est un recueil d'images, de visuels, ou plus généralement de données et d'informations considérées comme artistiques.
Certains artbooks sont édités autour de thèmes comme la bande dessinée, les mangas ou les animes, les films ou encore les jeux vidéo. Ils permettent aux fans des séries, auteurs ou mangakas, réalisateurs et éditeurs auxquels ils sont rapportés de découvrir des images ou des informations parfois inédites.
Il s'agit très souvent de livres imprimés de très bonne qualité, recherchés par les collectionneurs. Leur prix peut atteindre des sommes importantes, surtout quand ils sont vendus avec des produits dérivés.
En France, Glénat, Delcourt et quelques autres éditeurs publient des artbooks originaux. 

## Exemples
- Les artbooks du forum Café salé aux éditions Ankama (un volume par an depuis 2007).
- Le livre Batman Animated (en) (1998) sur la série animée Batman, la série animée de 1992.
- La Bible infernale (2003) de Mike Mignola, sur sa série Hellboy.
- Artbook des jeux de Blizzard Entertainment.